# Proterix
Il proterice (gen. Proterix) è un piccolo mammifero estinto, appartenente agli erinaceomorfi. Visse nell'Oligocene superiore (circa 25 milioni di anni fa) e i suoi resti sono stati ritrovati in Nordamerica.

## Descrizione
Lungo circa venti centimetri, questo animale possedeva un corpo interamente adattato alla vita sotterranea. Il corpo doveva essere simile a quello di una talpa, ed è probabile che possedesse piccoli occhi; a differenza delle talpe, però, il proterice usava la testa per aprirsi varchi sotterranei. Il cranio, infatti, era dotato di una sorta di placca rugosa, simile a quella del clamidoforo troncato, un piccolo armadillo che vive in cunicoli sotterranei. Le vertebre erano compresse e rinforzate, così da irrobustire l'intero corpo per uno stile di vita sotterraneo. L'aspetto più curioso dei fossili di questo animale, però, riguarda la completa assenza di zampe e di cinti pelvico e pettorale. Questo fatto potrebbe essere dovuto a una cattiva conservazione degli esemplari fossili finora rinvenuti, oppure all'effettiva mancanza di zampe. In questo caso, il proterice sarebbe senza dubbio uno dei mammiferi più specializzati mai vissuti.

## Classificazione
Sulla base delle caratteristiche del cranio, è stato possibile ascrivere il proterice al gruppo degli erinaceomorfi (Erinaceomorpha), il gruppo di insettivori a cui appartengono anche i ricci. In particolare, Proterix sembrerebbe imparentato con la sottofamiglia dei galericini (Galericinae), che comprendono le gimnure o ratti lunari. Sono note due specie di questo animale: Proterix loomisi (la specie tipo, descritta da Matthew nel 1903, inizialmente sulla base di frammenti) e P. bicuspis (inizialmente attribuita all'insettivoro Apternodus).

## Stile di vita
La particolarissima morfologia di Proterix indica che questo animale viveva in tunnel sotterranei, che scavava grazie alla protuberanza sul capo e a movimenti verticali del corpo; sembra che questo animale non potesse muovere il suo corpo in senso laterale. È possibile che uno stile di vita totalmente sotterraneo abbia comportato la perdita totale degli arti, come sembrerebbe provato dai resti fossili. La costruzione del cranio ha condotto gli studiosi a ritenere che Proterix fosse in grado di esercitare un potente morso, probabilmente ai danni degli insetti e degli altri invertebrati di cui si cibava.